# Some Call It Magic
Some Call It Magic é uma música da atriz-cantora Raven-Symoné, faz parte da segunda trilha sonora da série That's So Raven, o CD That's So Raven Too!, é o primeiro single do álbum.

## Informações
Na música, Raven fala sobre sua família e seus 2 melhores amigos (Chelsea y Eddie), os únicos que sabem que ela é vidente, e que seus poderes a metem em problemas algumas vezes, mas seus amigos e família sempre irão ajuda-la e vão estar sempre com ela.
O vídeo musical teve sua estréia durante o episódio Sopa da Alucinação de That's So Raven, pertencendo esse videoclip, da quarta e última temporada da série. 

## Visualizações no Youtube
Em 13 dezembro de 2020, o videoclipe completa 10 anos no Youtube com 6.468.207 visualizações. 

## Desempenho em Charts
| Chart            | Posición |
| ---------------- | -------- |
| Radio Disney     | 18       |
| UK Singles Chart | 4        |